# Luis Lobo
Luis Lobo (Buenos Aires, 9 novembre 1970) è un ex tennista argentino.

## Carriera
In carriera ha vinto 12 titoli di doppio. Nei tornei del Grande Slam ha ottenuto il suo miglior risultato raggiungendo la finale di doppio misto all'Open di Francia nel 1998, in coppia con la statunitense Serena Williams.
In Coppa Davis ha disputato un totale di 12 partite, ottenendo 8 vittorie e 4 sconfitte.

## Statistiche

### Doppio

#### Vittorie (12)
| Numero | Anno | Torneo                                        | Superficie  | Compagno          | Avversari in finale               | Punteggio     |
| 1.     | 1994 | Athens Open, Atene                            | Terra rossa | Javier Sánchez    | Cristian Brandi Federico Mordegan | 5–7, 6–1, 6–4 |
| 2.     | 1995 | Swiss Open Gstaad, Gstaad                     | Terra rossa | Javier Sánchez    | Arnaud Boetsch Marc Rosset        | 6-7, 7-6, 7-6 |
| 3.     | 1995 | Croatia Open Umag, Umago                      | Terra rossa | Javier Sánchez    | David Ekerot László Markovits     | 6-4, 6-0      |
| 4.     | 1996 | Torneo Godó, Barcellona                       | Terra rossa | Javier Sánchez    | Neil Broad Piet Norval            | 2-6 6-4 6-4   |
| 5.     | 1996 | Croatia Open Umag, Umago                      | Terra rossa | Pablo Albano      | Ģirts Dzelde Udo Plamberger       | 6–4, 6–1      |
| 6.     | 1997 | Sydney International, Sydney                  | Cemento     | Javier Sánchez    | Paul Haarhuis Jan Siemerink       | 6–4, 6–7, 6–3 |
| 7.     | 1997 | Tennis Channel Open, Scottsdale               | Cemento     | Javier Sánchez    | Jonas Björkman Rick Leach         | 6-3, 6-3      |
| 8.     | 1997 | ATP German Open, Amburgo                      | Terra rossa | Javier Sánchez    | Neil Broad Piet Norval            | 6-3, 7-6      |
| 9.     | 1997 | Romanian Open, Bucarest                       | Terra rossa | Javier Sánchez    | Hendrik Jan Davids Daniel Orsanic | 7–5, 7–5      |
| 10.    | 1997 | Cerveza Club Colombia Open, Bogotà            | Terra rossa | Fernando Meligeni | Karim Alami Maurice Ruah          | 6–1, 6–3      |
| 11.    | 2001 | Austrian Open, Kitzbühel                      | Terra rossa | Àlex Corretja     | Simon Aspelin Andrew Kratzmann    | 6-1, 6-4      |
| 12.    | 2002 | Campionati Internazionali di Sicilia, Palermo | Terra rossa | Lucas Arnold Ker  | František Čermák Leoš Friedl      | 6-4, 4-6, 6-2 |